# Dos Caminos el Limón
Dos Caminos el Limón är en ort i Mexiko.   Den ligger i kommunen Tantoyuca och delstaten Veracruz, i den sydöstra delen av landet, 230 km norr om huvudstaden Mexico City. Dos Caminos el Limón ligger 189 meter över havet och antalet invånare är 158.
Terrängen runt Dos Caminos el Limón är platt åt nordost, men åt sydväst är den kuperad. Dos Caminos el Limón ligger uppe på en höjd. Runt Dos Caminos el Limón är det ganska tätbefolkat, med 72 invånare per kvadratkilometer. Närmaste större samhälle är Tantoyuca, 2,3 km söder om Dos Caminos el Limón. Trakten runt Dos Caminos el Limón består till största delen av jordbruksmark.